# Thomas Nückel

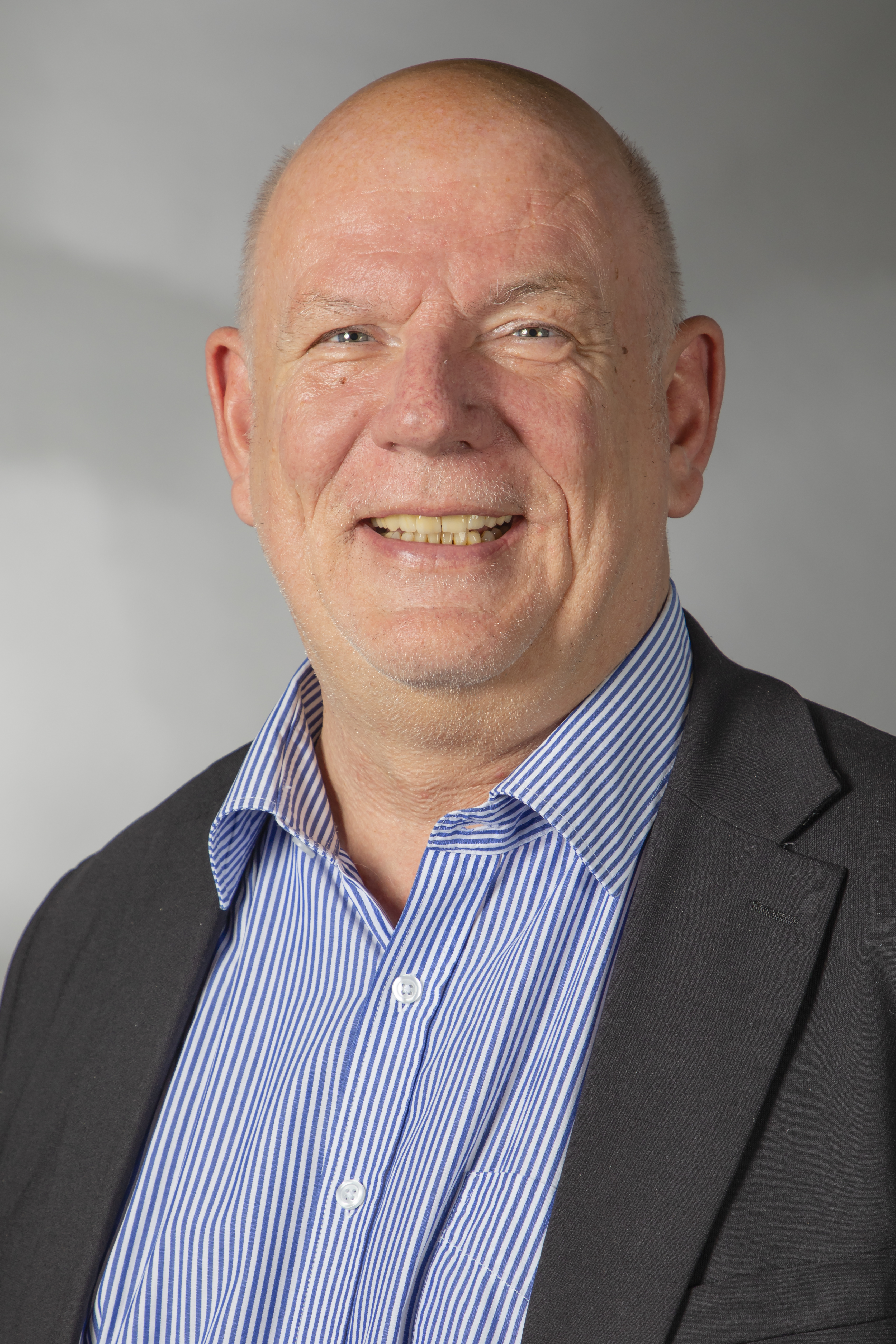
Thomas Nückel

Thomas Nückel (* 20. Dezember 1962 in Herne) ist ein deutscher Politiker der FDP und Journalist. Er war von 2012 bis 2022 Mitglied im Nordrhein-Westfälischen Landtag.

## Leben
Nückel arbeitete für die WAZ, bei den Sonntagsnachrichten und für Agenturen. Nach seinem Wechsel ins Fernsehgeschäft arbeitete er kurz für Sat.1, bevor er zur Lokalzeit des WDR kam. Dort moderierte er die Rubrik „Unsere Straße“ und produzierte andere Beiträge. Zudem arbeitete er als Sprecher für Dokumentarfilme, Hörspiele und Hörbücher. Nückel gehört zu den Gründern des kleinen theaters herne und spielte selbst schon bei verschiedenen Theaterstücken mit. Seit 2008 ist er Mitglied der Medienkommission der Landesanstalt für Medien Nordrhein-Westfalen. 2007 hatte er gemeinsam mit Stefan Laurin, David Schraven, Ulrike Traub und Christoph Schurian den blog ruhrbarone gegründet.

## Politik
Nückel war bereits Schülersprecher in seiner Heimatstadt, als er 1979 Mitglied der FDP wurde. Nückel ist Vorsitzender der FDP-Fraktion des Regionalverbandes Ruhr und Schatzmeister der FDP Herne. Außerdem ist er bereits seit 2006 Mitglied im Landesvorstand NRW der FDP. Nückel trat bei den Landtagswahlen 2010, der 2012 und 2017 im Landtagswahlkreis Herne I als Direktkandidat an, wobei er 3,8 % (2010), 3,1 % (2012) und 9,3 % (2017) der Erststimmen erhielt. Bei den Landtagswahlen 2010 und 2012 stand er auf Platz 16 der Landesliste, 2017 kandidierte er auf Platz 15. 2012 und 2017 zog er über seinen Listenplatz in den Landtag ein. Nückel war Schriftführer im Landtag, von 2017 bis 2022 Vorsitzender des Verkehrsausschusses und Sprecher seiner Fraktion im Kultur- und Medienausschuss sowie im Ausschuss für Europa und Internationales. Nach der Landtagswahl 2022 schied er aus dem Landtag aus.